# 王誕
王 誕（おう たん、375年 - 413年）は、東晋末の官僚。字は茂世。本貫は琅邪郡臨沂県。

## 経歴
王混（王導の子の王恬の子）の子として生まれた。太元21年（396年）、晋の孝武帝が崩ずると、王誕の従叔父にあたる尚書令王珣が哀策文を作ったが、なかなか完成せず、王誕に見せた。王誕が「霜繁広除、風回高殿」と加筆すると、王珣は出来映えに感心して、その文を用いた。王誕は父の雉郷侯の爵位を嗣ぎ、秘書郎に任じられ、琅邪王文学・中軍功曹をつとめた。
隆安4年（400年）、会稽王世子司馬元顕が後軍府を開くと、王誕は召されて功曹に任じられた。まもなく尚書吏部郎に任じられ、そのまま後軍長史となった。廬江郡太守を兼ね、鎮蛮護軍の任を加えられた。後軍長史のまま、龍驤将軍・琅邪国内史に転じた。司馬元顕の側近の張法順と結んで、司馬元顕に近づき気に入られた。司馬元顕が妾を邸に入れるにあたって、王誕は自ら迎えに出た。元興元年（402年）、司馬元顕の下で驃騎長史に転じた。元興2年（403年）、桓玄が政権を掌握して司馬元顕が殺害されると、王誕もまた処刑されそうになったが、陳修の請願により一命を赦された。広州に身柄を移された。
元興3年（404年）、盧循が広州に拠ると、王誕はその下で平南府長史となり、礼遇を受けた。王誕は建康への帰還を望み、盧循が拘束していた広州刺史の呉隠之を釈放するよう盧循を説得して、呉隠之とともに建康に帰った。
義熙5年（409年）、劉裕の下で太尉諮議参軍となり、長史に転じた。劉裕が北伐して南燕を攻撃すると、王誕は斉郡太守を兼ねた。義熙6年（410年）、盧循が蔡洲から南に逃走すると、劉毅が自ら志願して追討を強く求めた。王誕が劉毅に功績を立てる機会を与えてはならないと進言すると、劉裕は王誕の意見に従って劉毅による追撃を許さなかった。義熙7年（411年）、王誕は呉国内史となったが、母が死去したため辞職して喪に服した。劉裕が劉毅を討つにあたって、輔国将軍として再起を求められたが、王誕は軍号を固辞し、喪服のまま従軍した。劉毅が平定されると、太尉府で留守をつとめる諸葛長民が不穏な動きをしていたため、王誕は劉裕に先行して建康に帰った。
義熙9年（413年）、死去した。享年は39。唐県五等侯に追封された。
子の王詡は、南朝宋の世子舎人となったが、早逝した。

## 伝記資料
- 『宋書』巻52 列伝第12
- 『南史』巻23 列伝第13